# SIC Internacional
SIC Internacional est une déclinaison de la chaîne de télévision privée portugaise SIC, spécialement adaptée au marché international. Destinée en priorité à la diaspora portugaise à travers le monde, elle émet depuis le 15 septembre 1997 sur plusieurs bouquets satellites et réseaux câblés et ADSL.
Elle est l'une des trois chaînes internationales portugaises, aux côtés de RTP Internacional et TVI Internacional. Tout comme cette dernière, elle a la particularité d'être payante.

## Histoire

### Identité visuelle

Logo de SIC Internacional de 2001 à 2018.
Logo de SIC Internacional depuis 2018.

## Programmation
SIC internacional reprend les principales émissions de la chaîne-mère, à l'exception des programmes pour lesquels elle ne possède pas les droits de diffusion en dehors du territoire portugais (films et séries américaines, certains programmes sportifs).

## Diffusion

SIC Internacional - Diffusion dans le monde
Portugal
SIC International
SIC International Africa

SIC Internacional est présente dans plus de 11 pays :

### Europe
- France

Orange : Canal n°447
SFR : Canal n°618
Free : Canal n°610
Numericable : Canal n°415
Bouygues Telecom : Canal n°521
DartyBox : Canal n°205
Virgin Mobile
- Suisse

Naxoo
Cablecom
Swisscable
EWB
Swisscom
- Luxembourg

Eltrona
Numericable
Tango Generation
- Andorre

Cablemutua
Orange
SFR

### Afrique
- Angola

Multichoice
DStv Angola
tvcabo Angola
ZAP
- Mozambique

Multichoice
DStv Moçambique
tvcabo Moçambique
ZAP
- Afrique du Sud

Multichoice
DStv

### Amérique
- Canada

FPTV
Rogers Cable
Mountain Cable - Shaw Cablesystems
Videotron : Canal n°260
Cogeco
Bell Canada Entreprises : Canal n°880
- États-Unis

Dish World
Cablevision
Comcast
Verizon FiOS
Global Media Inc.
SPT TV
- Brésil

NET
SKY Brasil
Claro TV
GVT
Vivo TV
TV Alphaville

### Océanie
- Australie

LusoVision